# Melanthia reducta
Melanthia reducta là một loài bướm đêm trong họ Geometridae.